# زان أوروبي

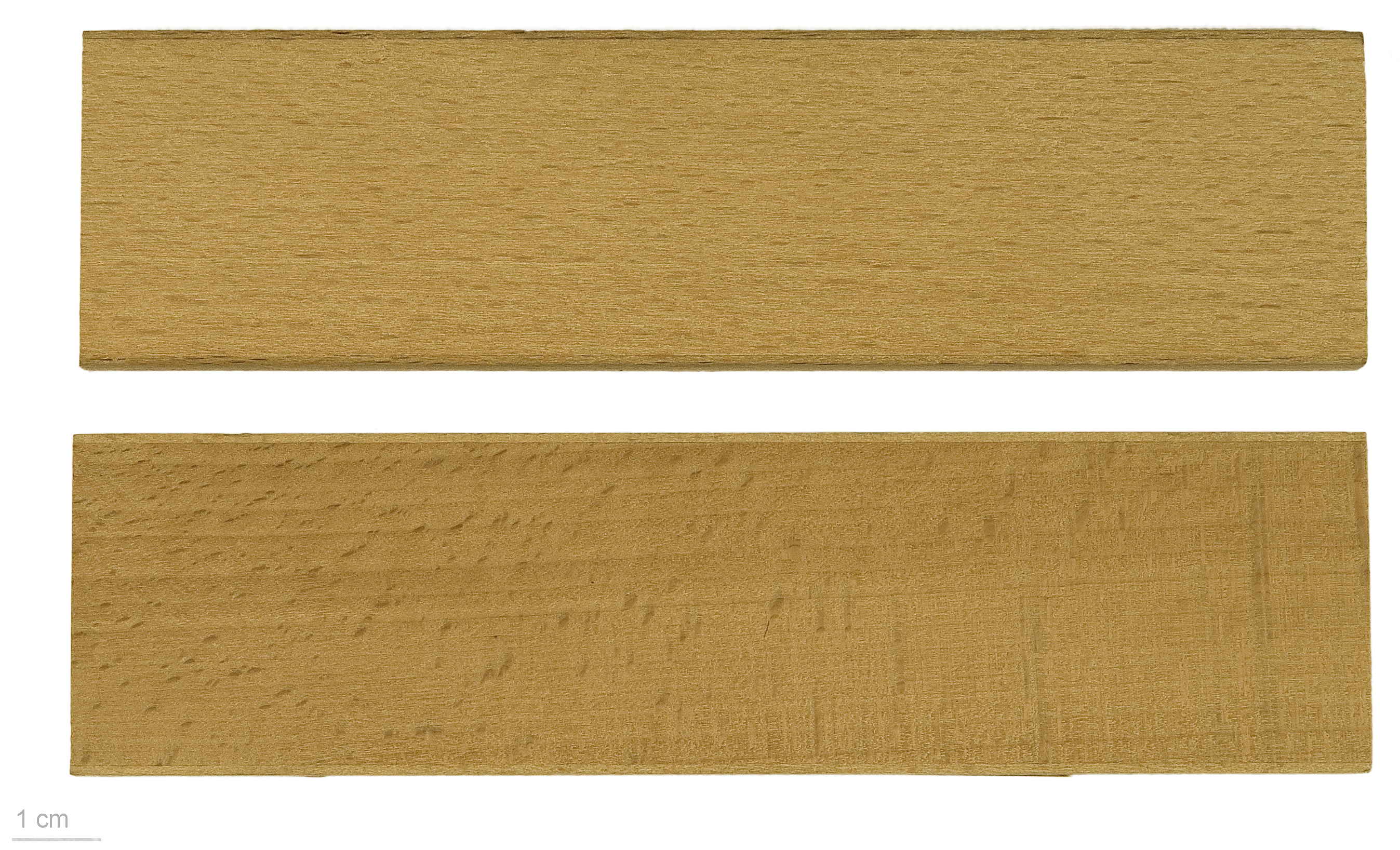
زان أوروبي

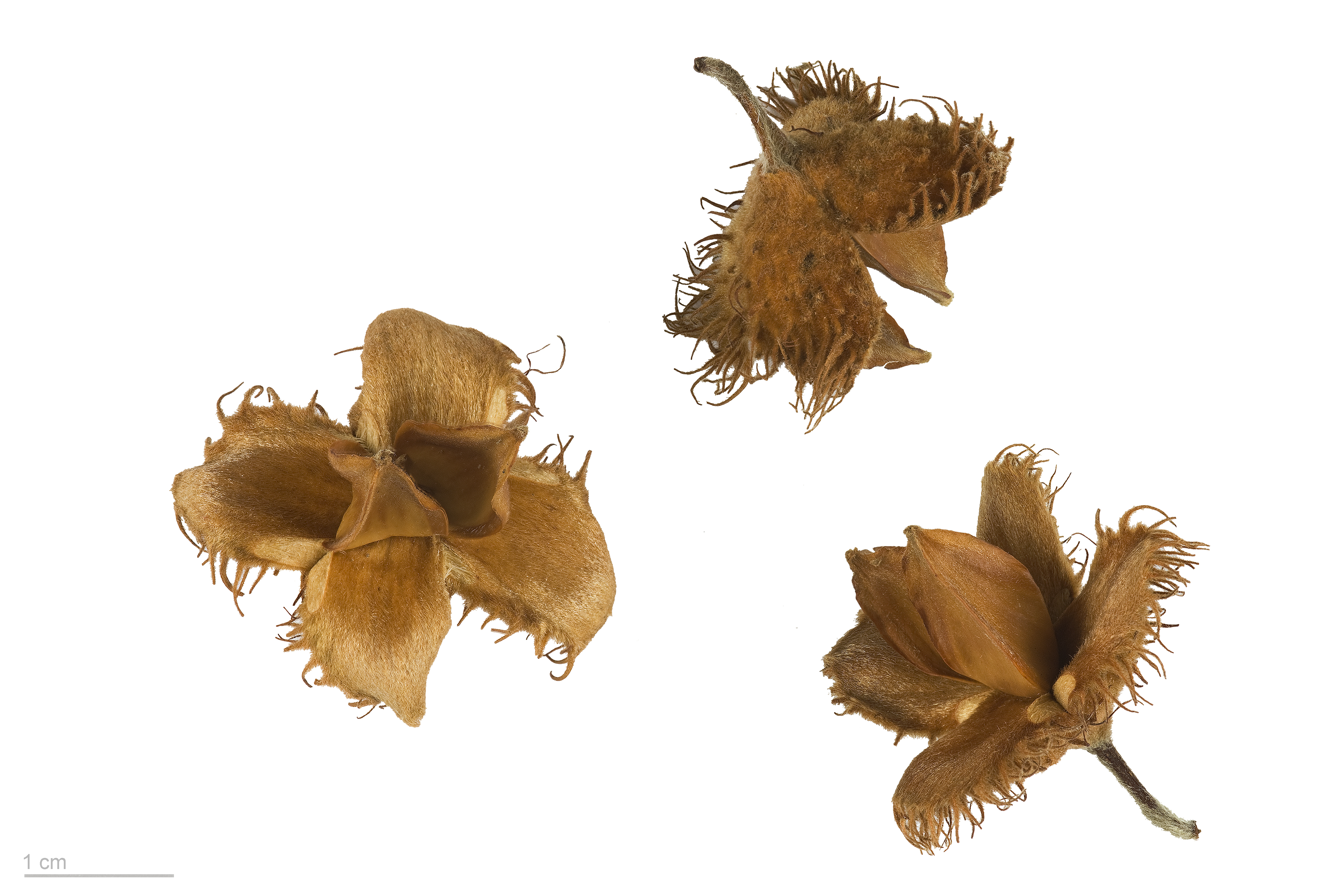
Fagus sylvatica

الزان الشائع  أو المعروف أو الأوربي هو نوع أشجار نفضية من الفصيلة الزانية، وهي أصيلة في أوربة.